# Косяковка (Стерлітамацький район)
Косяко́вка (рос. Косяковка, башк. Косяковка) — село у складі Стерлітамацького району Башкортостану, Росія. Входить до складу Красноярської сільської ради.
Населення — 744 особи (2010; 706 в 2002).
Національний склад:
- чуваші — 68%